# Мисс Россия 2010
Мисс Россия 2010 — 18-й национальный конкурс красоты Мисс Россия, финал которого состоялся 6 марта 2010 года в концертном зале «Барвиха Luxury Village». Телевизионную трансляцию конкурса показал 8 марта 2010 года телеканал НТВ. В финале конкурса приняло участие 51 участница из разных регионов России.

## Подготовительный этап

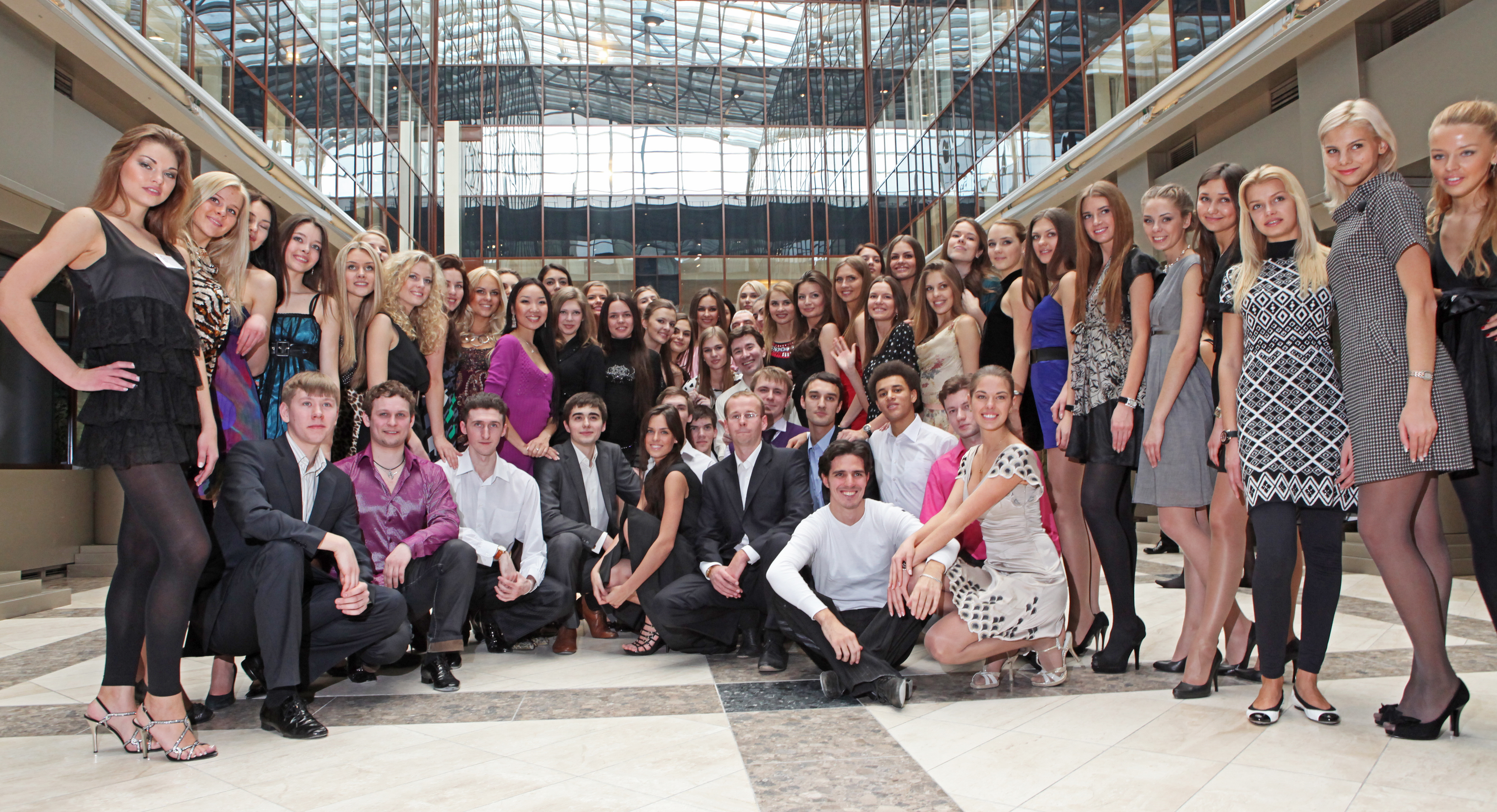
14 февраля 2010 года. Финалистки конкурса Мисс Россия 2010, на репетиции «Восьмого Венского Бала в Москве»

В период с октября по декабрь 2009 года была проведена серия широкомасштабных отборочных туров. Принять участие в отборочном туре могла любая девушка, удовлетворяющая следующим условиям: возраст от 17 до 22 лет, рост от 175 см, наличие российского гражданства.
12 февраля 2010 года претендентки на титул «Мисс Россия 2010» были собраны в Москве на подготовительный этап к финальной церемонии награждения. Девушки быле размещены в подмосковном пятизвёздочном отеле «Империал Парк Отель & SPA». С финалистками на протяжении месяца работали стилисты салона красоты «Моне». Также проводились регулярные занятия по хореографии, фитнесу, технике речи и дефиле. Для финалисток было составлено специальное меню, включающее блюда из нежирной рыбы, мяса, и индейки, лёгких супов, а также большого количества овощей и фруктов. Употребление спиртных напитков, сдобы и шоколада было полностью запрещено.
14 февраля претенденток впервые вместе показали прессе. Они были приглашены на репетицию «Восьмого Венского бала в Москве», который должен был пройти 24 апреля в Гостином Дворe. Занятия прошли под руководством президента «Российского танцевального союза» Станислава Попова. По его словам, победительница конкурса «Мисс Россия 2010» будет открывать Венский бал, также не исключено то, что будет выбрано ещё несколько участниц из числа финалисток. Также одна из организаторов конкурса, Вера Красова сообщила, что в этом году была изготовлена новая корона для победительницы:
В этом году у нас новая корона, это корона сделанная ювелирным домом «ЮТэ», и она сделана в таком же ключе, то есть она повторяет силуэты прошлой короны, но отличается по фактуре, по внешнему виду и по стоимости. В ней будет больше бриллиантов, она будет выглядеть ещё дороже и ещё красивее.— Вера Красова

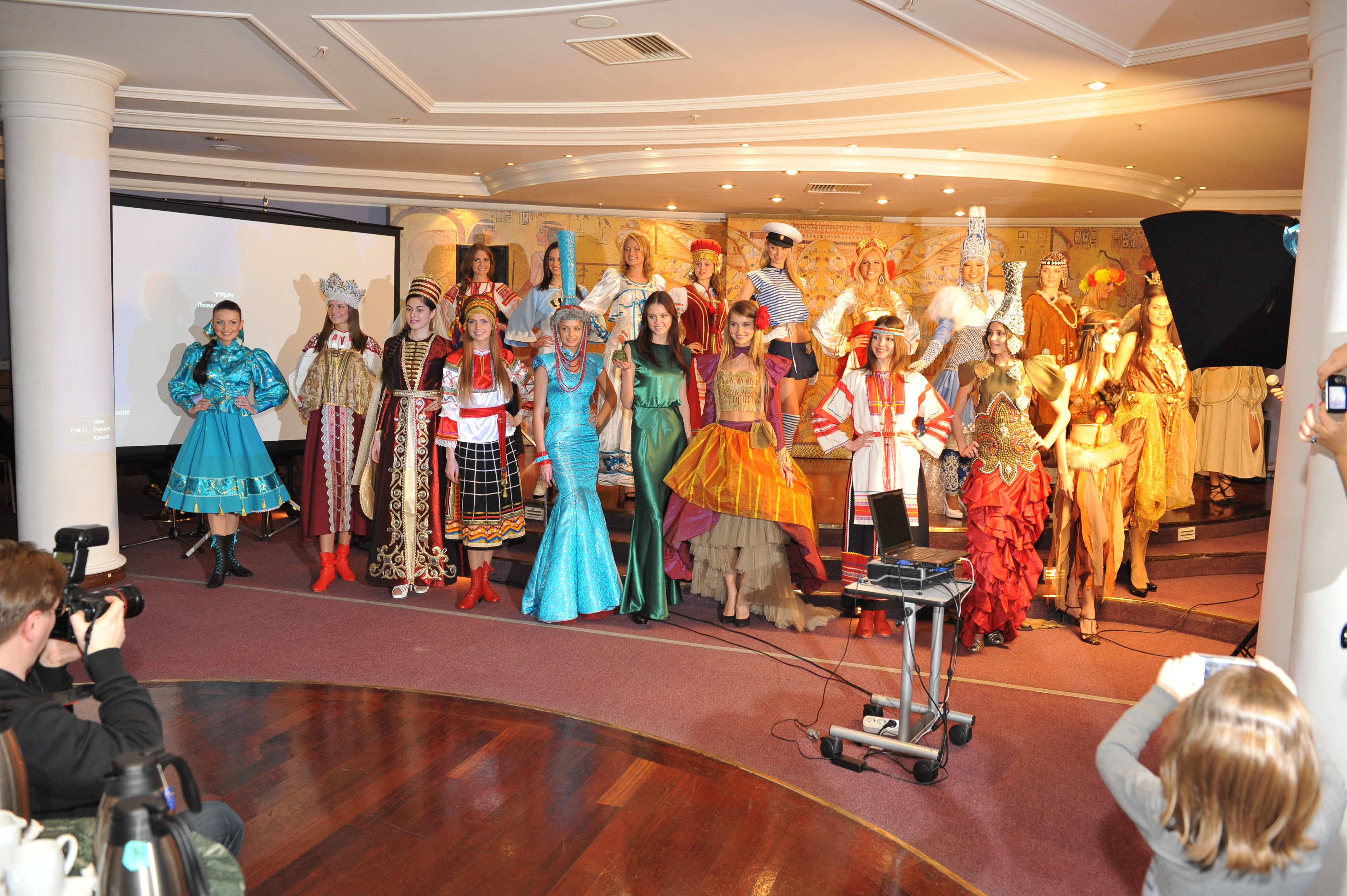
21 февраля 2010 года. Мисс Россия 2010. Промежуточный этап. Конкурс «Национального костюма»

15 февраля претендентки катались на коньках в торговом центре «МЕГА Белая дача». Девушки были одеты в специально сшитые для конкурса костюмы, с символикой «Мисс Россия» белого, синего и красного цветов. После катания финалистки раскрасили игрушки в Центре творчества и развития. Получившиеся игрушки были переданы детям, проходившим лечение в «Научном Центре сердечно-сосудистой хирургии им. А. Н. Бакулева РАМН»
21 февраля в «Империал Парк Отель & SPA» был проведён конкурс талантов и конкурс национального костюма. В этом году впервые состоялся конкурс «Красота во имя благотворительности», в рамках которого девушки рассказали о благотворительных проектах, идеях и стремлениях, которые они планируют воплотить в жизнь, получив титул «Мисс Россия 2010». Поддержать финалисток перед финальной церемонией приехали «Мисс Россия 2009» София Рудьева, «Мисс Россия 2005» Александра Ивановская, «Вице-мисс Россия 2007» и «Вице-мисс Вселенная 2008» Вера Красова, финалистка «Мисс Россия 2009» Ольга Жук, а также немецкий дизайнер Филипп Пляйн. В ходе пресс-конференции Филипп Пляйн сообщил, что на финальной церемонии состоится дефиле в его новой коллекции.

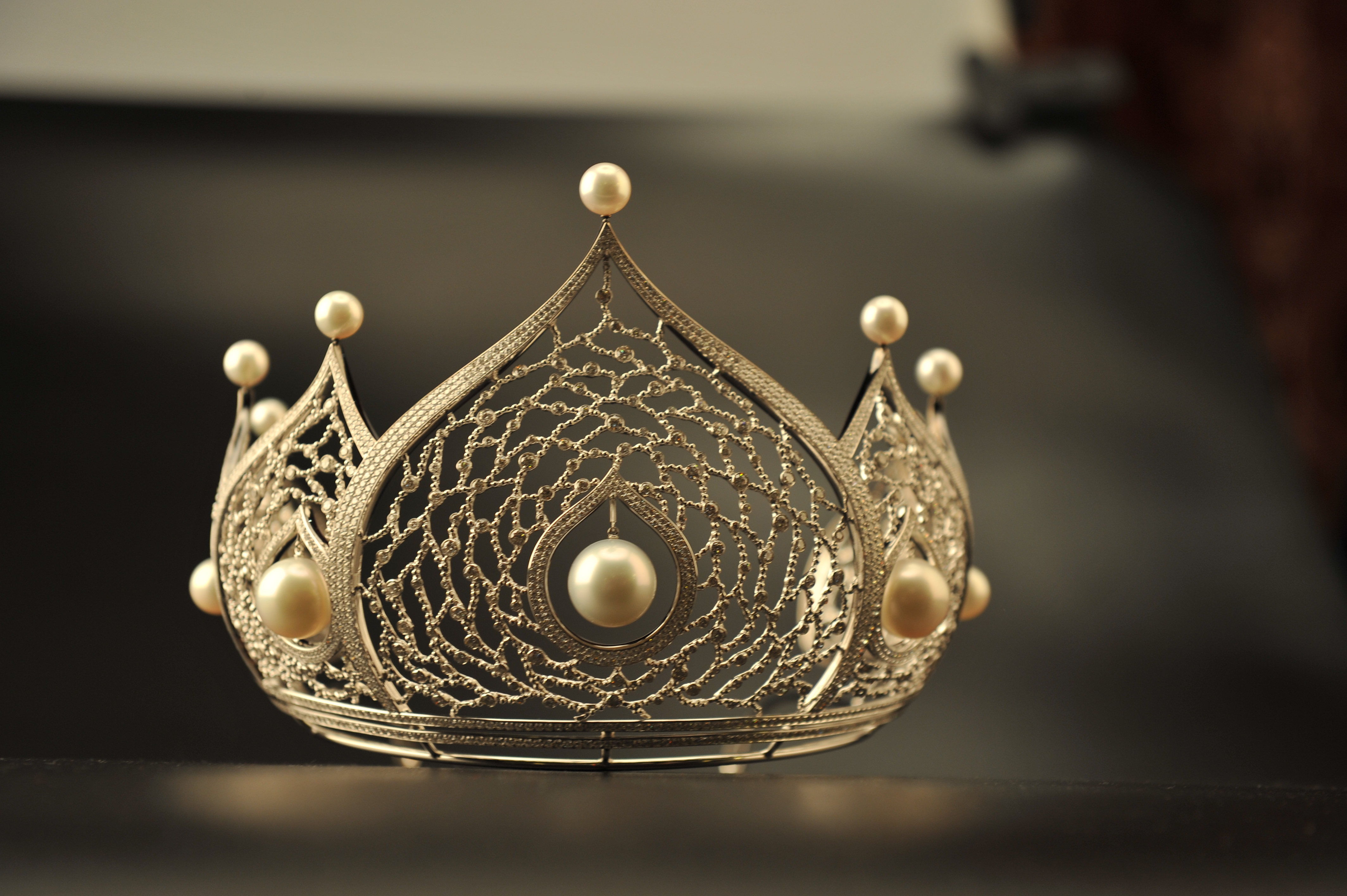
Новая корона для победительницы конкурса «Мисс Россия 2010»

2 марта в «Империал Парк Отель & SPA» состоялась презентация новой короны, изготовленной ювелирным домом «Ювелирный театр». Корона выполнена из белого золота 750-й пробы, на её украшение потребовалось 2358 бриллиантов общим весом 62 карата, 14 уникальных жемчужин, диаметр самой крупной из которых составляет 19 мм. Украшение оценивается в один миллион долларов. На её изготовление у ювелиров ушло около трёх месяцев. Создатели заверяют, что новый венец, в отличие от короны-предшественницы гораздо удобнее и на порядок легче — весит всего полкилограмма. По этому поводу Мисс Россия 2009 София Рудьева заявила следующие:
Ту корону, которая была на мне, невозможно было носить, она постоянно падала или впивалась так, что голова потом весь день болела. К тому же она была из каких-то тяжелых сплавов, и все мероприятия, на которых я должна была присутствовать в ней, становились мучением. Я даже немножечко завидую новой победительнице. Но корону я обязательно примерю перед финалом.— София Рудьева

## Финал

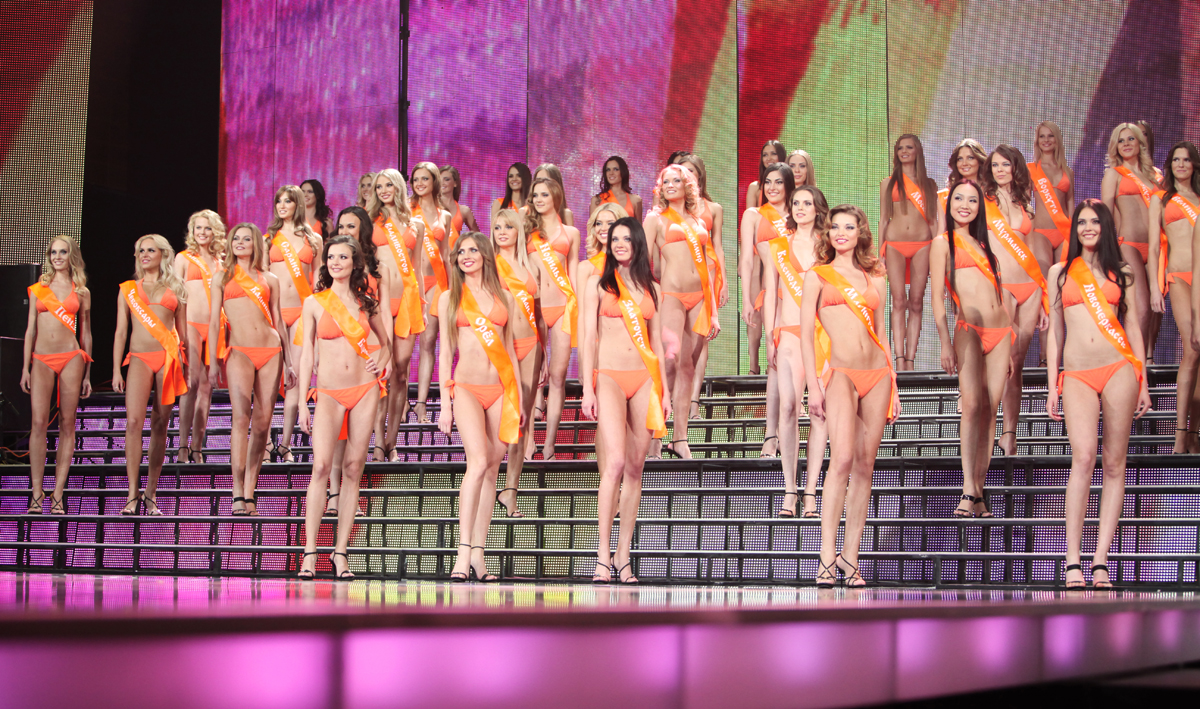
Финальная церемония конкурса «Мисс Россия 2010»

6 марта 2010 года состоялся финал конкурса Мисс Россия 2010. Церемонию награждения вели телеведущий Гарик Мартиросян и певица Алсу. После традиционного представления участниц конкурса, на сцене выступил саксофонист Игорь Бутман. Кроме того, в этот вечер для гостей выступали группы «Банд'Эрос», «Мумий Тролль», а также певец Филипп Киркоров и певица Жанна Фриске. Почётными гостями церемонии стали «Мисс Мира 2008» Ксения Сухинова, «Мисс Россия 2009» София Рудьева, а также «Мисс Вселенная 2009» Стефания Фернандес.
После первого этапа конкурса, где девушки дефилировали в купальниках, были выбраны 15 лучших конкурсанток, которые на втором этапе вышли в платьях молодых дизайнеров. Кроме того, был выход в вечерних платьях, по традиции предоставленных модельером Валентином Юдашкиным. Финальным испытанием для конкурсанток стал интеллектуальный конкурс: каждой из участниц был задан вопрос, а жюри оценивало чувство юмора и знания участницы.
Победительницей конкурса «Мисс Россия 2010» стала модель из Екатеринбурга Ирина Антоненко, кроме титула и короны она получила 100 тысяч долларов и право представить Россию на предстоящем конкурсе «Мисс Мира 2010».

## Результаты конкурса
| Итоговое место   | Участница |
| ---------------- | --- |
| Мисс Россия 2010 | - Екатеринбург — Ирина Антоненко |
| 1 Вице-Мисс      | - Татарстан — Ирина Шарипова |
| 2 Вице-Мисс      | - Челябинск — Ольга Кононенко |
| Топ 10           | - Тверь — Евгения Гусева - Нижний Новгород — Ангелина Альховик - Владивосток — Тамара Жукова - Самара — Алина Соловьёва - Пенза — Валерия Шкалова - Улан-Удэ — Майя Смирнова - Москва — Мария Лаврова |
| Топ 15           | - Красноярский край — Светлана Колесникова - Южно-Сахалинск — Алёна Москалик - Воркута (городской округ) — Виктория Богославцева - Астрахань — Елена Мартынюк - Златоуст — Ольга Назарова             |

### Судьи
Конкурс судили:
- Алена Долецкая — главный редактор журнала Vogue Russia.
- Дмитрий Маликов — заслуженный артист России, музыкант, композитор, певец.
- Аркадий Новиков — ресторатор, один из основателей и член координационного совета Федерации рестораторов и отельеров
- Валентин Юдашкин — модельер, Заслуженный деятель искусств РФ, действительный член Академии социальных наук, почетный академик Российской академии художеств, член-корреспондент Парижского синдиката высокой моды и готовой одежды
- Стефания Фернандес — победительница конкурса Мисс Вселенная 2009.
- Филипп Пляйн — известный немецкий дизайнер и модельер.
- Фаваз Груози — основатель и президент компании de Grisogono[англ.].

### Участницы
В финале конкурса приняло участие 51 участница:
| #  | Имя                   | Регион               | Грудь | Талия | Бёдра | Рост | Возраст | Место            |
| -- | --------------------- | -------------------- | ----- | ----- | ----- | ---- | ------- | ---------------- |
| 1  | Овечкина Мария        | Иркутская область    | 87    | 63    | 92    | 179  | 19      |                  |
| 2  | Колесникова Светлана  | Красноярский край    | 82    | 60    | 90    | 179  | 22      | Топ-15           |
| 3  | Москалик Алёна        | Южно-Сахалинск       | 88    | 61    | 90    | 178  | 22      | Топ-15           |
| 4  | Коркина Алла          | Оренбург             | 82    | 60    | 88    | 176  | 21      |                  |
| 5  | Антоненко Ирина       | Екатеринбург         | 80    | 61    | 91    | 178  | 18      | Мисс Россия 2010 |
| 6  | Кононенко Ольга       | Челябинск            | 81    | 58    | 88    | 177  | 18      | Вторая вице-мисс |
| 7  | Васильева Ирина       | Тюмень               | 87    | 65    | 95    | 178  | 20      |                  |
| 8  | Богославцева Виктория | Воркута              | 76    | 57    | 87    | 176  | 19      | Топ-15           |
| 9  | Маковоз Екатерина     | Анапа                | 82    | 65    | 94    | 176  | 19      |                  |
| 10 | Толмачёва Анастасия   | Тамбов               | 81    | 62    | 92    | 175  | 20      |                  |
| 11 | Гусева Евгения        | Тверь                | 84    | 59    | 92    | 178  | 20      | Топ-10           |
| 12 | Самарина Алёна        | Фролово              | 84    | 61    | 89    | 175  | 18      |                  |
| 13 | Соболева Валентина    | Волгоград            | 81    | 65    | 93    | 177  | 20      |                  |
| 14 | Усова Екатерина       | Тольятти             | 85    | 60    | 93    | 178  | 20      |                  |
| 15 | Якушкина Валерия      | Московская область   | 83    | 60    | 90    | 177  | 19      |                  |
| 16 | Майорова Вера         | Сургут               | 87    | 65    | 94    | 178  | 19      |                  |
| 17 | Альховик Ангелина     | Нижний Новгород      | 87    | 62    | 94    | 176  | 20      | Топ-10           |
| 18 | Шарипова Ирина        | Татарстан            | 84    | 62    | 87    | 178  | 18      | Первая вице-мисс |
| 19 | Романова Ксения       | Саранск              | 84    | 66    | 92    | 180  | 18      |                  |
| 20 | Муромцева Алёна       | Санкт-Петербург      | 84    | 63    | 93    | 182  | 21      |                  |
| 21 | Жукова Тамара         | Владивосток          | 88    | 63    | 93    | 185  | 20      | Топ-10           |
| 22 | Котина Ольга          | Великий Новгород     | 84    | 60    | 90    | 184  | 21      |                  |
| 23 | Дементьева Мария      | Норильск             | 87    | 63    | 94    | 180  | 19      |                  |
| 24 | Полянская Ксения      | Мурманск             | 88    | 62    | 96    | 182  | 20      |                  |
| 25 | Богданова Анна        | Владимир             | 90    | 68    | 98    | 181  | 19      |                  |
| 26 | Чеченова Залина       | Нальчик              | 85    | 63    | 93    | 180  | 19      |                  |
| 27 | Коробкова Анна        | Смоленск             | 85    | 62    | 92    | 180  | 18      |                  |
| 28 | Белова Дарья          | Иваново              | 79    | 64    | 95    | 175  | 18      |                  |
| 29 | Сукрушева Юлия        | Пермь                | 80    | 57    | 90    | 177  | 18      |                  |
| 30 | Лыженкова Кристина    | Иркутск              | 85    | 60    | 90    | 177  | 21      |                  |
| 31 | Соловьёва Алина       | Самара               | 82    | 60    | 86    | 175  | 19      | Топ-10           |
| 32 | Вологодская Яна       | Новокузнецк          | 89    | 65    | 92    | 179  | 18      |                  |
| 33 | Алексеева Ирина       | Самарская область    | 80    | 61    | 93    | 175  | 22      |                  |
| 34 | Симонова Светлана     | Ростов-на-Дону       | 87    | 62    | 93    | 175  | 22      |                  |
| 35 | Шкалова Валерия       | Пенза                | 85    | 57    | 88    | 175  | 20      | Топ-10           |
| 36 | Сметанина Лана        | Якутия               | 80    | 63    | 88    | 174  | 20      |                  |
| 37 | Иванова Анна          | Чебоксары            | 86    | 64    | 91    | 175  | 19      |                  |
| 38 | Бликова Валерия       | Омск                 | 83    | 63    | 94    | 172  | 22      |                  |
| 39 | Смирнова Майя         | Улан-Удэ             | 83    | 60    | 89    | 174  | 18      | Топ-10           |
| 40 | Максимова Екатерина   | Краснодар            | 83    | 58    | 90    | 176  | 18      |                  |
| 41 | Лаврова Мария         | Москва               | 80    | 60    | 89    | 172  | 20      | Топ-10           |
| 42 | Алиева Эльнара        | Красноярск           | 85    | 64    | 92    | 176  | 18      |                  |
| 43 | Стежко Анастасия      | Калининград          | 80    | 64    | 96    | 176  | 20      |                  |
| 44 | Николаева Ольга       | Комсомольск-на-Амуре | 88    | 63    | 95    | 178  | 19      |                  |
| 45 | Мартынюк Елена        | Астрахань            | 85    | 61    | 92    | 177  | 20      | Топ-15           |
| 46 | Ольваник Арина        | Новосибирск          | 83    | 59    | 90    | 177  | 20      |                  |
| 47 | Масюкова Елена        | Барнаул              | 85    | 62    | 88    | 177  | 23      |                  |
| 48 | Алёшкина Екатерина    | Новочеркасск         | 84    | 61    | 95    | 178  | 18      |                  |
| 49 | Азарова Анна          | Орёл                 | 84    | 67    | 92    | 178  | 22      |                  |
| 50 | Грик Анастасия        | Магнитогорск         | 91    | 61    | 91    | 181  | 23      |                  |
| 51 | Назарова Ольга        | Златоуст             | 84    | 61    | 93    | 182  | 20      | Топ-15           |